# 台65線
台65線（快速公路五股土城線），又稱新北市特二號道路，是臺灣位於新北市之南北向省道快速公路。
北端起自連接國道一號五股交流道的五股端（新五路），南行跨越新北大道，沿中環路跨越新泰路、中正路及在塔寮坑抽水站附近穿越大漢溪後，在僑中抽水站附近續沿板橋區湳仔溝左岸板城路至土城擺接堡路跨越城林橋，沿大安路南迄至國道三號土城交流道。全長約12.469公里（實際里程13公里，不含中和支線），橫跨經過新北市的五股、泰山、新莊、板橋、土城等5個行政區。
新北市政府為了紓解板橋區與新莊區之間來往的機車車流，緩和過度飽和的新海橋及大漢橋車流，增設跨大漢溪的「板新機車聯絡道橋」。五股端至土城交流道為高架設計，採雙向四至六車道快速公路標準興建（跨大漢溪橋梁為雙向八車道和兩機車道），並設置九處出入口匝道，2013年1月31日全線完工通車。
- 台65線土城端與城林橋
- 台65線與浮洲橋

## 歷史
路段興建／通車順序：
- 2000年推動特二號道路建設計畫。
- 2002年納入「挑戰2008－國家發展重點計畫」。
- 2002年11月，交通部同意將其納入公路系統，並將特二號道路之功能定位表明確。
- 2003年特二號道路斥資309億元動工，工程分9標進行。同年，土城大安路平面道路拓寬辦理施工。
- 2010年特二號道路公路總局編定為65線快速公路。[3]
  - 11月17日，行政院公告臺灣省臺北縣特二號道路納編為臺65線。[4]
  - 11月17日，完成第一階段工程履勘，交通部履勘委員到場勘察後提出多項建議案，公路總局評估整體改善時間至少得花上兩週，因此延至12月初才會通車。[5]
  - 12月6日，公路總局發佈第一階段－五股交流道至新莊中正路通車時間為12月8日15時。[3][6]
- 2011年10月22日，第二階段－板橋縣民大道至土城交流道通車。[7]
- 2013年1月31日，中午12點，第三階段－新莊中正路至板橋縣民大道完工，全線通車。[8]
- 2016年11月30日，上午6點，土城一南下匝道新增二匝道(一匝道直接銜接城林大橋、另一匝道銜接擺接堡路往板橋方向)。
- 2023年8月29日，浮洲匝道南出北入辦理通車。

## 交流道
- 全線除五股端、板橋二交流道浮洲匝道與土城交流道外，其他出入口匝道皆在內側（駕駛人左側）車道設置。
- 台65線土城交流道實際里程為12.260k[9]，公路總局將指標定為13k[10]，避免與土城二交流道的里程混淆。並設立管養界線牌。

| 台65線快速公路路線設施里程一覽表 |       |        |                        |                        |                                              |                                                          |                                                                           |
| 標誌                             | 里程  | 名稱   | 順樁預告               | 逆樁預告               | 形式                                         | 通車日                                                   | 銜接道路 →聯絡地區                                                        |
|                                  |       |        |                        |                        |                                              |                                                          |                                                                           |
| 0                                | 0.0   | 五股端 | 快速公路起點           | 五股 桃園 快速公路終點 | 直接式（銜接新五路） 半套Y型（銜接北出北入） | 2010年12月8日（銜接新五路） 預計2027年（銜接北出北入）   | 市道107甲線（新五路）⇒ 五股交流道 · →五股區                               |
| 1                                | 0.7   | 泰山   | （僅北出南入）         | 泰山 台北              | 內側半套鑽石型                               | 2010年12月8日                                            | 市道107甲線（新五路）⇒ 五股交流道 · 北60線（楓江路） · →泰山區            |
| 2                                | 2.4   | 新莊一 | （僅北出南入）         | 新莊 新北大道          | 內側半套鑽石型                               | 2010年12月8日                                            | 台1線（新北大道） · 中原路 · 側車道：中環路 · →新莊區中港厝、新北產業園區 |
| 4                                | 4.2   | 新莊二 | 新莊 中正路            | 新莊 中正路            | 內側分離式鑽石型                             | 2010年12月8日                                            | 台1甲線（中正路） · 側車道：中環路 · →新莊區新莊＆海山頭                  |
| － 與板新機車聯絡道橋共構        |       |        |                        |                        |                                              |                                                          |                                                                           |
| 6                                | 6.6   | 板橋一 | 板橋 板城路 板橋車站   | （僅南出北入）         | 內側半套Y型                                  | 2013年1月31日                                            | 側車道：板城路 →板橋區社後＆板橋、板橋車站                                |
| 8                                | 8.1   | 板橋二 | 浮洲 板城路            | 板橋 縣民大道 板橋車站 | 複合鑽石型                                   | 2011年10月22日 2023年8月29日（銜接板城路、）             | 市道116號 · 縣民大道 · 側車道：板城路 · →板橋區湳雅＆板橋＆浮洲、樹林區   |
| 11                               | 11.4  | 土城一 | 土城 土城工業區 樹林   | 樹林                   | 複合型                                       | 2011年10月22日 2016年11月30日 （銜接城林大橋、擺接堡路） | 城林路⇒台3線（中華路） · 亞洲路 · 擺接堡路 · →土城區、樹林區、板橋區溪洲  |
| 12                               | 12.0  | 土城二 | （僅北出南入）         | 土城 土城工業區        | 內側半套Y型                                  | 2011年10月22日                                           | 大安路、員安路 →土城區、土城工業區                                        |
| 13                               | 12.26 | 土城   | 中和 三峽 快速公路終點 | 快速公路起點           | 複合式喇叭型A                                | 2011年10月22日                                           | 福爾摩沙高速公路                                                          |

## 車道數及速限
- 部分路段設有路肩或避車彎，供故障車、緊急車輛、公務車輛使用。

| 路段                         | 里程             | 車道數 | 車道數 | 車道數 | 速限 （km/h） |
| 路段                         | 里程             | 南下   | 北上   | 雙向   | 速限 （km/h） |
| ---------------------------- | ---------------- | ------ | ------ | ------ | ------------- |
| 五股端～板橋二交流道南下出口 | 0K+000 - 8K+100  | 3      | 3      | 6      |               |
| 板橋二交流道南下出口～9.1K   | 8K+100 - 9K+100  | 2      | 2      | 4      |               |
| 9.1K～土城交流道             | 9K+100 - 12K+320 | 2      | 2      | 4      |               |

## 陸續通車路段
全部工程分為三期7標，分段完工通車，全線約長12.81公里，由公路總局負責；國道高速公路工程局則負責土城交流道改善工程。
分段完工通車路段為：北段的五股交流道至新莊中正路段（第1、2標）約3.7公里，中段的中正路至板橋縣民大道（第3標）約3.3公里，南段的縣民大道至土城交流道（第4標）約5.4公里。第一階段通車的北段已於2010年8月底完工，同年12月8日通車；第二階段通車的南段已於2011年7月底完工，同年10月22日通車；第三階段通車的中段已於2012年12月底完工，2013年1月31日通車。
- 已完工路段：
  1. 五股交流道至新泰路（第1標）：4k+400~6k+615，全長2.215公里，其中跨越台一線的優先路段5K+190~5K+700已由他標先行完成。共設有五股交流道上下匝道、楓江路與中原路上下匝道。2006年11月動工，2010年7月8日完工，同年10月27日驗收完成，同年12月8日通車。[14]
  2. 新泰路至中正路（第2標）：6k+615~8k+180，全長1.605公里。2007年5月1日動工，2010年8月24日完工，同年12月8日通車。[14]
  3. 跨台一線高架及桃園國際機場捷運線高架南往新五路共構段：5K+190~5K+700。2007年初完工，2010年12月8日通車。
  4. 中正路至大漢溪橋（第3-1標工程）：8k+108~10k+060，長1.88公里，2009年4月15日動工，2013年1月31日通車。[15]
  5. 大漢溪橋至縣民大道（第3-2標工程）：10k+060~11k+460，長1.4公里，2008年10月動工，2013年1月31日通車。[16]
  6. 縣民大道至捷運土城機廠段（第4-1標工程）：11k+460~13k+130，長1.67公里。2007年5月16日動工，2010年8月26日完工，同年11月15日驗收完成，2011年10月22日通車。[14]
  7. 捷運土城機廠至城林橋段（第4-2標工程）：14K+000～15K+220，長1.22公里。2006年9月4日動工，2009年9月25日完工，同年11月27日驗收完成，2011年10月22日通車。[14]
  8. 跨捷運土城機廠段：13K+140~14K+010，2003年10月30日完工，2011年10月22日通車。
  9. 城林橋至土城交流道（第4-3標工程）：15k+220~16k+810，長1.59公里，2011年7月28日完工，同年10月22日通車。[14]
  10. 土城一交流道（南下線銜接城林橋）增設匝道工程：2015年8月13日開工，工程新增一匝道直接銜接城林橋及一匝道銜接平面擺接堡路往板橋方向，2016年11月30日通車。[17]

## 後續計畫

### 銜接中山高
因五股端下橋處無法直接銜接中山高，所有車輛需先下平面車道新五路才能從五股交流道上中山高，形成壅塞，高公局評估計劃新增北出匝道於跨越楓江路口後再下地銜接新五路；新增北入匝道由台65線北上岔出，於跨越楓江路口後再與台64線北入高架匝道匯併，計畫期程5年11月 。行政院已於2019年3月15日核定可行性評估並於2020年6月23日核定規劃設計作業；環境影響評估作業及都市計畫變更及用地取得作業正辦理中。

### 板龍快速道路計畫
土城交流道是國道三號和台65線的交會路段，由於三峽、鶯歌地區近年人口大幅增加，車潮經常在「土城區往桃園市大溪區」回堵，讓通勤族苦不堪言，立法委員吳琪銘建議將「台65線延伸至三峽」，盼能紓緩塞車潮，2019年7月29日邀集相關單位現地會勘；公路總局局長陳彥伯表示，延伸案牽涉橋墩、高架等問題，整體評估後最快2020年底提出改善方案。
目前交通部公路總局已啟動板龍快速道路計畫，於2021年9月召開期末報告工作小組審查會議，後續辦理期末審查，並依先期研究案審查結果推動該路線後續可行性評估。板龍快速道路橫跨新北市板橋、土城、樹林、三峽、鶯歌，以及桃園市大溪、八德、龍潭、平鎮等9個行政區，前段都是由新北市土城區自台65線起沿大漢溪左岸通行，後段則需評選二種方案：方案1於台3線武嶺橋下游向北轉，沿省道台3線行進後連接國道3號龍潭交流道；方案2則至武嶺橋上游，再沿大漢溪左岸南下，接至省道台3乙線龍潭區三坑為終點。原則上以方案1較優。

## 湳仔溝護河行動
枋橋河流文化協會發起搶救湳仔溝護河活動，要求第3-2標停止發包，保留板橋市（現板橋區）唯一的自然河景。經過多次民間官方協調，除了保留外並發起整治工程，經歷14年工程逐步優化，於2021年恢復自然生態。

## 相關資訊
- 興建單位：交通部公路局
- 維護單位：交通部公路局
- 管理單位：新北市政府警察局

## 外部連結
- 公路總局公路資訊-台65線：五股土城快速公路圖 （页面存档备份，存于）
- 國道高速公路局-新北市特二號道路銜接土城交流道工程（第B24標） （页面存档备份，存于）
- 新北市政府施政計畫[永久]
- 新北市政府工務局規劃設計科-特二號道路建設計畫
- 新北市特二號道路地質調查與設計
- 新北市政府工務局特二號道路建設計畫
- 新北市特二號道路三工程 聯合開工動土[永久]
- 新北市特二號道路全線景觀動畫[]
- 中華民國交通部-振興經濟-重大交通建設計畫主題網-臺北縣特二號道路建設計畫[永久]
- 台65線快速公路板橋縣民大道至國三土城交流道通車說明1 （页面存档备份，存于）
- 台65線快速公路板橋縣民大道至國三土城交流道通車說明2 （页面存档备份，存于）